# Kobyłka
Kobyłka – miasto w Polsce w województwie mazowieckim, w powiecie wołomińskim, w aglomeracji warszawskiej, ok. 17 km od centrum Warszawy w kierunku północno-wschodnim na Nizinie Mazowieckiej.
Według danych GUS z 1 stycznia 2024 r. miasto liczyło 28 339 mieszkańców, będąc 20. najludniejszym miastem w województwie.

## Położenie

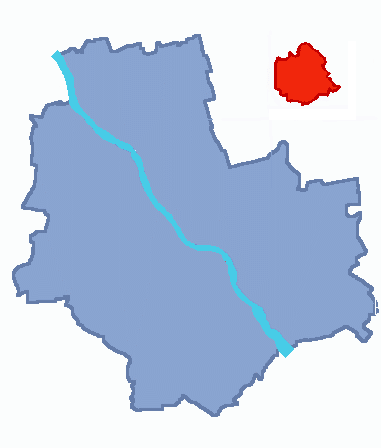
Położenie Kobyłki względem Warszawy

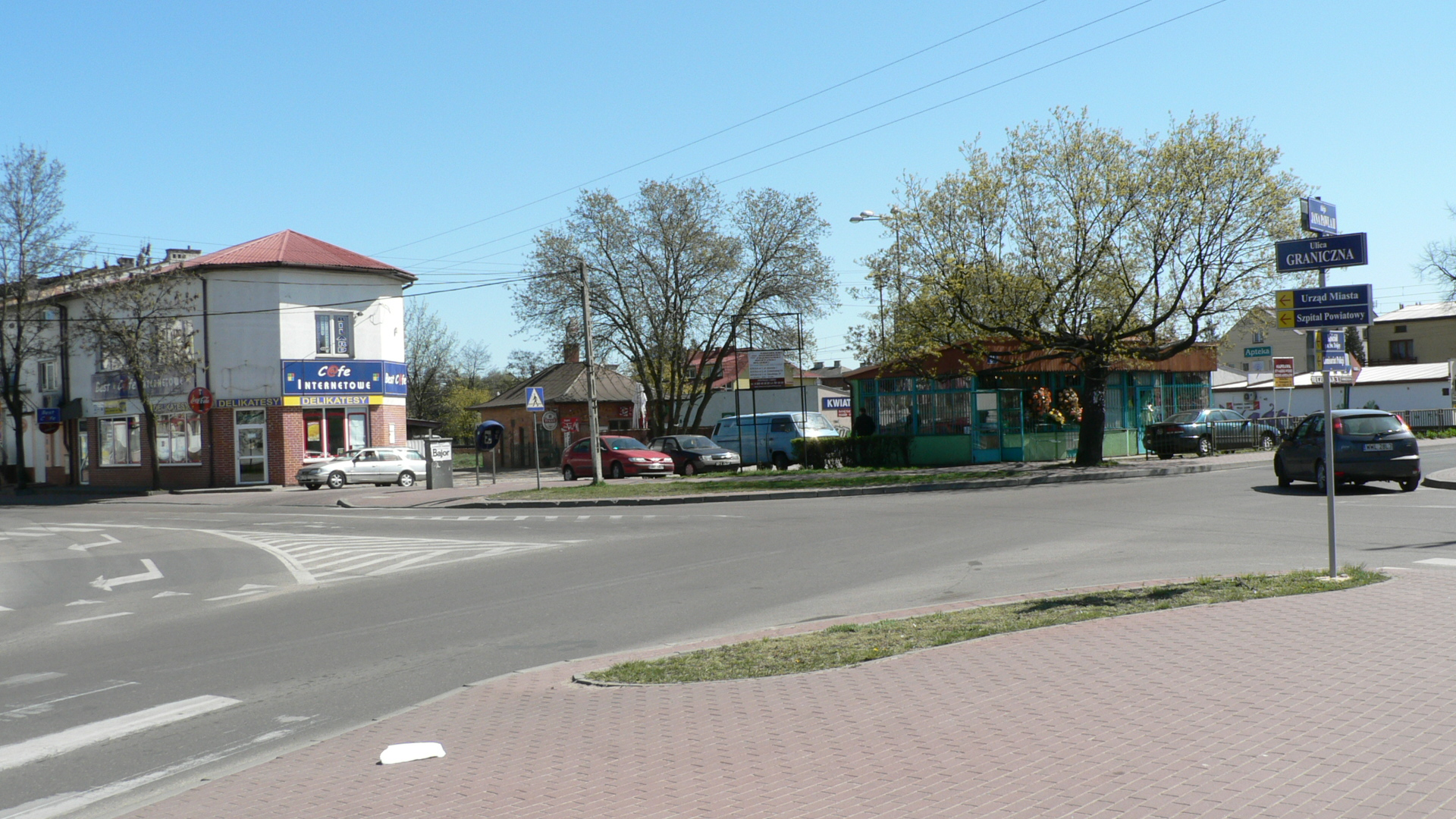
Kobyłka – centrum miasta przy stacji kolejowej Kobyłka, al. Jana Pawła II i ul. Wołomińskiej

Miasto leży na Równinie Wołomińskiej w centralnej części Niziny Mazowieckiej. Kobyłka graniczy z miastami: Zielonka, Marki; z Gminą Radzymin oraz z Miastem i Gminą Wołomin. Przez miasto przebiega droga wojewódzka nr 634, a wzdłuż zachodniej i północno-zachodniej granicy fragment odcinka Marki – Radzymin drogi ekspresowej S8. Dostęp do węzła zapewnia węzeł „Kobyłka” położony na granicy Kobyłki i Nadmy (ulica Gospodarcza w Kobyłce, ulica Szkolna w Nadmie). Ma dogodne połączenia kolejowe oraz autobusowe ze stolicą. Na terenie gminy znajdują się dwie stacje kolejowe: Kobyłka i Kobyłka Ossów. Przez miasto przebiega Linia kolejowa nr 6 z Warszawy do Białegostoku.

### Podział administracyjny
Dzielnice miasta Kobyłka to: Antolek, Mareta, Grabicz, Kobylak, Kolonia Chór, Sosnówka, Zalasek, Piotrówek, Jędrzejek, Maciołki, Nadarzyn, Stefanówka, Turów, Źródnik.

## Środowisko naturalne
Według danych z 2002 Kobyłka ma obszar 20,05 km², w tym:
- użytki rolne: 47%
- użytki leśne: 21%

Miasto stanowi 2,1% powierzchni powiatu.

## Historia

### Nazwa
Początkowo osada nazywana była Targową Wolą, co wiązało się prawdopodobnie z prowadzonym na terenie miasta handlem końmi pozostałymi po zakończeniu targu na Pradze. Nazwa miejscowości wielokrotnie ewoluowała i zmieniała na przestrzeni lat. W 1417 r. nazywano ją Cobilka lub Cobyalka, w 1482 r. Kobylka, w 1530 r. Kobilka zaś od 1580 r. coraz mocniej utrwalała się nazwa Kobyłka. W XVIII w. biskup Marcin Załuski otrzymał od Augusta II Sasa przywilej na założenie tu miasta pod nazwą Załuszczyn. Nazwa jednak nie przyjeła się i miasto pozostało pod nazwą Kobyłka.

### Początki
Nie udało się jednoznacznie wskazać daty założenia Kobyłki. Pierwsza osada powstała na tych terenach na początku XV w., choć doniesienia o parafii Kobyłka datowane są na początek XIV w. Najstarsza wzmianka archiwalna z 1415 roku mówi o istnieniu parafii w tutejszej wsi rycerskiej. Wieś szlachecka założona w drugiej połowie XVI wieku w powiecie warszawskim ziemi warszawskiej województwa mazowieckiego, była własnością Stanisława Mińskiego.

### XVIII wiek
W II poł. XVIII w. założono tu szkołę rolniczą. W latach 1755-1773 na terenie miasta osiedlili się i swoją działalność prowadzili jezuici. Pierwszym superiorem został ojciec Ludwik de Lupia. W ramach swojej działalności prowadzili m.in.: drukarnię jezuicką, urządzoną im w 1765 r. przez Marcina Załuskiego. Po wydaniu w dniu 21 lipca 1773 r. brewy papieża Klemensa XIV o nazwie Dominus ac Redemptor, doszło do zniesienia zakonu jezuitów. W wyniku tej decyzji wszystkie dobra misji przeszły na własność Komisji Edukacji Narodowej.
W 1778 r. zostały uruchomione warsztaty tkackie pasów kontuszowych, czyli tzw. persjarnia produkująca pasy jedwabne i lite. Ich założycielem był Aleksander Unruch. Persjarnia prowadzona była przez Christiana Bluma.
26 października 1794 r. stoczono tu przedostatnią bitwę insurekcji kościuszkowskiej z wojskiem rosyjskim. Bitwa pod Kobyłką zakończyła się porażką powstańców. Była to również ostatnia bitwa w polu, jaka odbyła się podczas insurekcji. Rosjanie stali w Kobyłce do 2 listopada, a dwa dni później dokonali Rzezi Pragi.

### Zabory
Po III rozbiorze Polski w 1795 r. Kobyłka trafiła pod zabór austriacki. W samej miejscowości znajdowały się austriackie komory celne. Tereny te weszły w skład nowego powiatu stanisławowskiego, należącego do cyrkułu (województwa) siedleckiego, stanowiącego część tzw. Nowej Galicji. W 1809 r. włączona w obszar Księstwa Warszawskiego. W 1813 r. do miasta dotarła nawiedzająca Warszawę powódź, zaś zgodnie z doniesieniami Kazimierza Władysława Wójcicka: "Ścisk był wielki na tarasie zamkowym, rzeka wezbrała do niesłychanej wysokości. Cała Praga zalana, dachy i kominy tylko z domów widać było, na których
mieszkańcy wołali rozpaczliwym głosem o ratunek. Cała okolica nadwiślańska, jak okiem zajrzeć, zniknęła, tylko woda z  białą pianą po niej szumiała.Na dwie przeszło mile wokoło wylew się ten srożył; do wsi Kobyłki łodziami
dopływano". Po upadku Napoleona, od 1815 roku należała do tzw. Kongresówki. W 1825 r. Kobyłka liczyła 28 domów i 350 mieszkańców . Z uwagi na dogodne położenie w pobliżu kolei warszawsko – petersburskiej oraz bogate złoża gliny, w okolicy miasta zakładano liczne odkrywki gliny. W Kobyłce głównymi funkcjonującymi cegielniami były cegielnia Źródnik i cegielnia Dyonizy.

### XX-lecie międzywojenne
Na mocy Ustawy tymczasowej z dnia 2 sierpnia 1919 r. o organizacji władz administracyjnych II instancji, Kobyłka została włączona do powiatu radzymińskiego znajdującego się w województwie warszawskim. Podczas Bitwy Warszawskiej w pobliskim Ossowie rozgrywały się starcia, w których 14 sierpnia 1920 zginął ksiądz Ignacy Skorupka. W tym czasie w Kobyłce znajdowała się stacja telegraficzna, która została ponownie zniszczona podczas II wojny światowej. W 1921 r. Kobyłka liczyła 85 domów i 535 mieszkańców. Okres dwudziestolecia międzywojennego to czas dużego rozwoju miasta, głównie z uwagi na jego lokalizację oraz otwartą w 1924 r. stację kolejową. 1 października 1928 z części obszaru gminy Radzymin utworzono gminę Kobyłka, która powstała jako gmina wiejska o miejskich uprawnieniach finansowych. 1 kwietnia 1939 do gminy Kobyłka przyłączono część obszaru gminy Ręczaje, obejmującą gromady Grabicz i Ossów.

### Od II wojny światowej
Od 27 października 1939 r. Kobyłka należała administracyjnie do dystryktu warszawskiego Generalnego Gubernatorstwa. Po 1945 r. powstały Zakłady Wytwórcze Urządzeń Motoryzacyjnych, Zakład Doświadczalny Maszyn Budowlanych i Drogowych „Budor”, Zakłady Wytwórcze Sprzętu Telekomunikacyjnego „Telkom-Telcent”. W 1951 r. na terenie miasta uruchomiono drugą stację kolejową. W 1952 r. została włączona do powiatu wołomińskiego. Do 1954 roku siedziba wiejskiej gminy Kobyłka. W 1969 r. Kobyłka uzyskała prawa miejskie. W latach 1975–1998 miasto administracyjnie należało do województwa warszawskiego. Od 1 stycznia 1999 roku należy do województwa mazowieckiego.

## Demografia
Dane z 31 grudnia 2019:
| Opis      | Ogółem | Ogółem | Kobiety | Kobiety | Mężczyźni | Mężczyźni |
| --------- | ------ | ------ | ------- | ------- | --------- | --------- |
| Jednostka | osób   | %      | osób    | %       | osób      | %         |
| Populacja | 24 414 | 100    | 12 640  | 51,77   | 11 774    | 48,23     |

Według danych z 2002 średni dochód na mieszkańca wynosił 290 € (1146,94 zł).
We wrześniu 2013 liczba ludności w Kobyłce osiągnęła liczbę 20 000 osób.
Według danych z 31 grudnia 2022 r. w Kobyłce mieszka 27 998 osób.

## Symbole

### Herb miasta
Herbem miasta jest tarcza podzielona poziomo – w jednej trzeciej od góry złota, u dołu błękitna. W górnym polu pośrodku czerwony koń, po bokach potrójne liście dębu z dwoma żołędziami. W polu dolnym srebrny kościół (miniatura bazyliki Świętej Trójcy).

## Architektura

### Zabytki

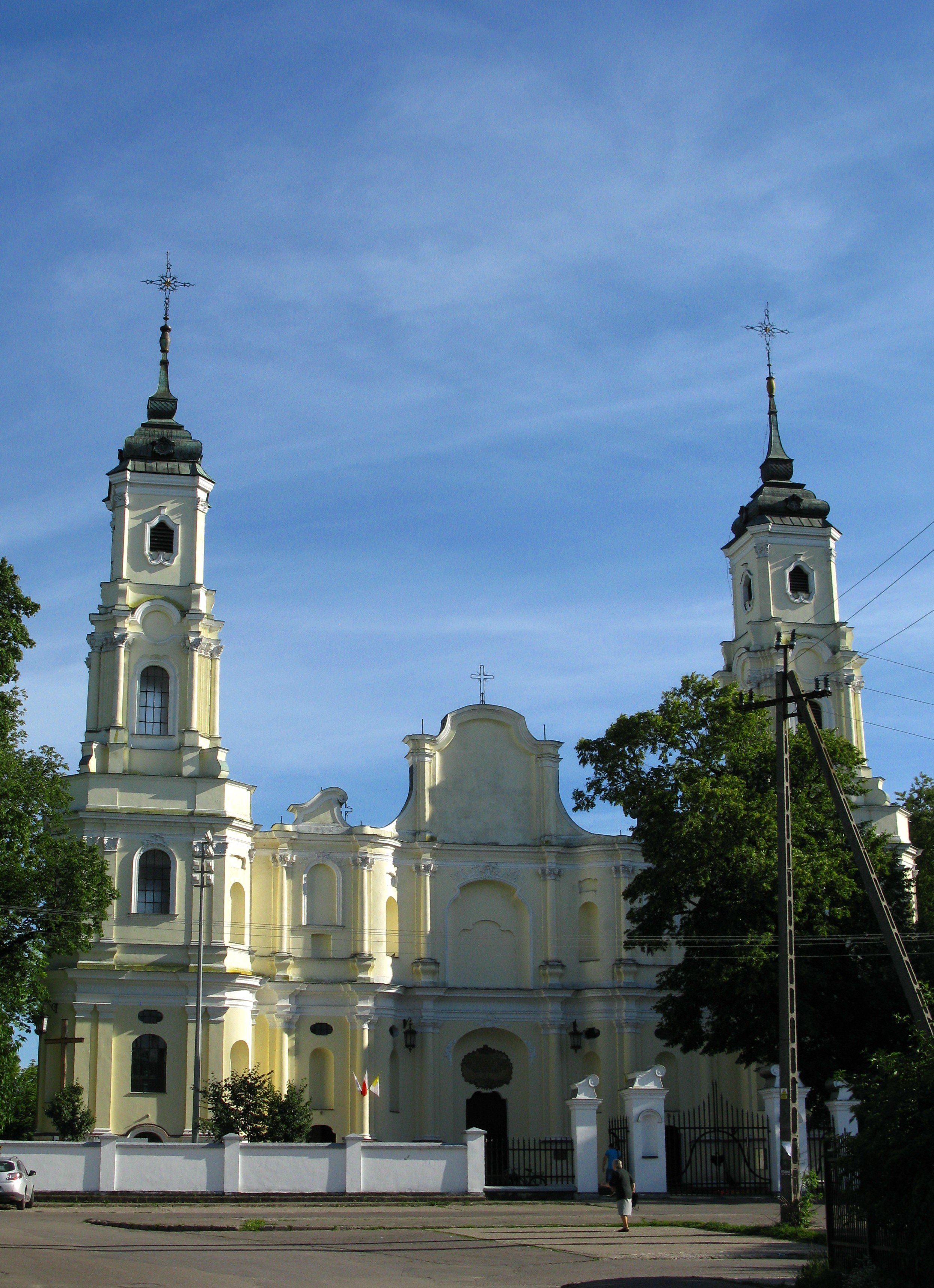
Bazylika Świętej Trójcy

- Bazylika św. Trójcy, bazylika mniejsza, barokowa świątynia wzniesiona w latach 1740–1745 z fundacji Marcina Załuskiego według projektu włoskiego architekta Guido Antonio Longhiego. Kościół wyróżnia nietypowa bardzo szeroka fasada z dwiema wieżami. Wewnątrz zachowało się mieszkanie biskupa Załuskiego oraz iluzjonistyczne polichromie autorstwa Grzegorza Łodzińskiego na ścianach i sklepieniach. Kościół św. Trójcy stanowił część założenia kalwaryjskiego, które uległo zniszczeniu w XIX wieku.
- Budynek dróżnika, jest przykładem budownictwa z początku XIX wieku. Pospolicie zwany koszarką.
- Rynek, ma nietypowy kształt trójkąta. Swego czasu był kulturalną częścią miasta. Na rynku jest kapliczka upamiętniająca walki z roku 1920.
- Cmentarz parafialny w Kobyłce przy ul. ks. Marmo- założony w 1803 r. jako cmentarz parafialny. W 1881 r. cmentarz został powiększony poprzez włączenie do niego terenów należących do miejscowości Kąpiel, gdzie pogrzebano poległych w bitwie pod Kobyłką w 1794 r. Następnie cmentarz został powiększony w 1901 r. przez Józefa Orszagha, ówczesnego właściciela Kobyłki. Obecnie teren cmentarza zajmuje obszar 4,5 ha[21]. Cmentarz został wpisany do rejestru zabytków decyzją Wojewódzkiego Konserwatora Zabytków z dnia 20 lutego 1991 r. W uzasadnieniu decyzji wskazano, iż: "Cmentarz parafialny w Kobyłce posiada wartość historyczną. Został założony w 1803 r. Nagrobki od I połowy XIX w. do I połowy XX w. posiadają wartość zabytkową i artystyczną. Na cmentarzu znajdują się dwie kaplice grobowe: rodziny Matuszewskich i Pieniążków z 1837 r. oraz rodziny Orszaghów z 1927 r. Ogrodzenie i brama główna pochodzą z I pół. XIX w. Ochronie podlegają również groby żołnierzy poległych w 1920 r., groby żołnierzy Armii Krajowej oraz starodrzew"[3]. Plan zabytkowego cmentarza w Kobyłce

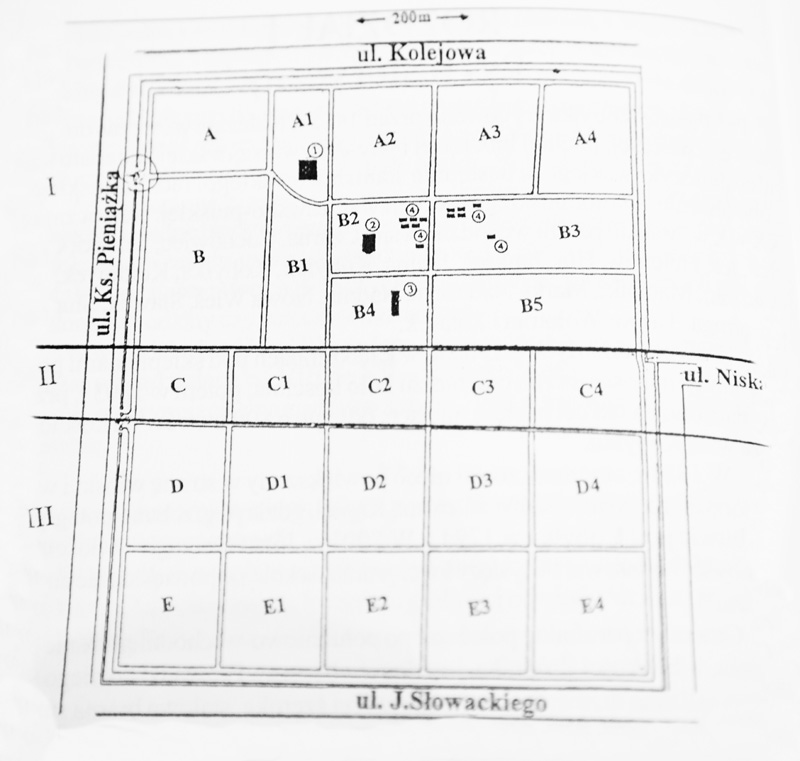
Plan zabytkowego cmentarza w Kobyłce

## Kultura
- Muzeum Oręża i Techniki Użytkowej w Kobyłce

## Oświata i nauka
Tradycje oświatowe w Kobyłce związane są ze szkolnictwem parafialnym, o którego utrzymanie musieli troszczyć się proboszczowie. Nauczycielami byli przeważnie organiści, księża lub klerycy. Z momentem wprowadzenia ustawy o usunięciu monopolu na edukację dla Kościoła Katolickiego, zyskała ona charakter wiejski i stała się placówką, w której uczyły się dzieci fornali. W okresie II wojny światowej kierownik tutejszej szkoły Czesław Murawski został aresztowany i wywieziony do Oświęcimia. Pozostali nauczyciele zaczęli organizować tajne komplety nauczania w prywatnych mieszkaniach.
Patronką szkoły nr 1 od 14 października 1980 jest Zofia Nałkowska, mieszkająca przez wiele lat w swojej rezydencji w sąsiednim Wołominie.

### Placówki

#### Publiczna Szkoła Podstawowa z Oddziałami Dwujęzycznymi Nr 1 im. Zofii Nałkowskiej
Szkoła została założona w roku 1910, w zaborze rosyjskim. Tradycje oświatowe w Kobyłce związane są ze szkolnictwem parafialnym, dlatego o ich utrzymanie musieli troszczyć się proboszczowie, a nauczycielami byli przeważnie organiści, księża lub klerycy. Z momentem wprowadzenia ustawy o usunięciu monopolu na edukację dla Kościoła Katolickiego, zyskała ona charakter wiejski i stała się placówką, w której uczyły się dzieci fornali. Najazd Niemiec hitlerowskich na Polskę spowodował, że działalność szkoła wznowiła dopiero po zakończeniu kampanii wrześniowej, choć akcja ta natrafiła na poważne trudności. Większość budynków szkolnych zajęło wojsko niemieckie, brakowało kadry pedagogicznej, a wkrótce nasiliły się represje wobec nauczycieli. Kierownik szkoły – Czesław Murawski został aresztowany i wywieziony do Oświęcimia, wraz z grupą działaczy społecznych z Kobyłki. Podobny los spotkał i innych nauczycieli. Pozostali zaczęli tworzyć tajne komplety nauczania w prywatnych mieszkaniach.
Dnia 14 października 1980 r. szkole nadano imię Zofii Nałkowskiej oraz ufundowano sztandar.
Po reformie oświaty z roku 2008 powstał Zespół Szkół, obejmujący również gimnazjum, mieszczące się w tym samym budynku co szkoła podstawowa.

#### Zespół Szkół Publicznych Nr 2 w Kobyłce
Powojenna placówka oświatowa powstała w 1945 r. w budynku volksdeutschów Sanderów przy obecnej ulicy E. Orzeszkowej, znajdującej się w dzielnicy Stefanówka. Organizacją placówki zajmowała się pani Zofia Wolna. W 1961 r. do użytku został oddany nowy budynek szkolny, w którym znajdowało się m.in.: 11 sal lekcyjnych, zaś w 1965 r. szkoła otrzymała patrona, którym był generał Aleksander Zawadzki, którym przestał być w 1992 r. Na przełomie lat 80 i 90 XX wieku doszło do powiększenia i modernizacji budynku. 1 września 1999 r. w związku z wdrożeniem reformy oświaty doszło do reorganizacji placówki. Utworzono wówczas Zespół Szkół Publicznych nr 2, w skład którego wchodziły: Publiczne Przedszkole nr 2, Publiczna Szkoła Podstawowa nr 2 oraz Publiczne Gimnazjum nr 2. 20 kwietnia 2002 r. szkoła podstawowa przyjęła imię Bohaterów Bitwy Ossowskiej. Od 2019 r. oficjalną nazwą szkoły jest: Publiczna Szkoła Podstawowa z Oddziałami Integracyjnymi nr 2 im. Bohaterów Bitwy Ossowskiej w Kobyłce.
Mottem szkoły jest sentencja: „Mądrość sama w sobie jest niczym. Trzeba jeszcze wiedzieć, co z nią zrobić”.
- Publiczna Szkoła Podstawowa z Oddziałami Sportowymi Nr 3 im. Karola Wojtyły
- Publiczne Przedszkole nr 1 im. Krasnala Hałabały[27].

## Religia
- Kościół rzymskokatolicki:
  - parafia św. Kazimierza Królewicza w Kobyłce-Stefanówce
  - parafia św. Matki Teresy z Kalkuty w Kobyłce-Turowie
  - parafia Świętej Trójcy
  - Parafia błogosławionego księdza Jerzego Popiełuszki na Maciołkach
- Świadkowie Jehowy:
  - zbór Kobyłka (Sala Królestwa Wołomin ul. Lwowska 1A)[28]

## Sport
- MKS Wicher Kobyłka – miejski klub został założony w 1926 r. przez Saturnina Czarzastego, Jana Siweka, Cezarego Zadora i Teodora Zagańczyka, początkowo funkcjonujący pod nazwą Płomień Kobyłka[29]. Obecnie w klubie istnieją trzy sekcje: piłki nożnej, kulturystyki i wyciskania sztangi leżąc oraz kickboxingu, w których uczestniczy około 450 zawodników[30]. Wizja klubu brzmi: „Klub to miejsce spotkań sportu i społeczności lokalnej, które inspiruje i motywuje do różnych działań”. Położony przy ul. Napoleona, niedaleko stacji Kobyłka-Ossów.
- 29 Koło PZW w Kobyłce – koło wędkarskie należące do Polskiego Związku Wędkarskiego, okręg mazowiecki. W ramach swojej działalności organizuje m.in.: szkółkę wędkarską, mistrzostwa koła, rodzinne pikniki wędkarskie oraz okolicznościowe memoriały w tym coroczny Memoriał Jerzego Turka[31]. Siedziba koła mieści się przy ul. Macieja Rataja w Kobyłce.